# Associação de Comunicação Educativa Roquette Pinto
A Associação de Comunicação Educativa Roquette Pinto (Acerp) és una organització social brasilera que manté un acord de servei amb el Ministeri d'Educació del Brasil per a la producció de continguts i la gestió operativa de TV Escola i TV INES i amb la Secretaria Especial de Cultura do Ministeri de la Citadania per la gestió de la Cinemateca Brasileira

## Història
L'organització fou fundada el 1991 i anomenada inicialment Fundação Roquette Pinto, en honor del pare de la radiodifusió brasilera Roquette Pinto, reunint tots els vehicles de comunicació del Ministeri d'Educació i Cultura. En aquell moment, estaven sota la supervisió d'aquest ministeri TVE i Rádio MEC. En 1998 passà a anomenar-se Associação de Comunicação Educativa Roquette Pinto (Acerp).
En 2007 la gestió de TV Brasil (antiga TVE Brasil) fou transferida a la recentment fundada Empresa Brasil de Comunicação, mitjançant el decret publicat al Diário Oficial da União, el 25 d'octubre de 2007. La creació d'EBC va ser autoritzada per Mesura provisional 398, publicada l'11 del mateix mes. L'empresa va néixer de la unió dels actius i del personal de l'Empresa Brasileira de Comunicação (Radiobrás) i dels béns públics d'União que estaveb sota custòdia d'Acerp. Amb la creació d'EBC, es va fer un nou contracte de gestió entre el govern federal i Acerp, en que aquesta es va convertir en proveïdora de serveis a EBC, a més de gerent i productor de TV Escola i TV INES.
El 2014, Acerp serà supervisada pel MEC en el seu nou contracte de gestió signat amb el govern federal del Brasil.
El 6 de març de 2018 es va signar un contracte de gestió i col·laboració entre el llavors Ministeri de Cultura, avui Secretaria Especial de Cultura del Ministeri de Ciutadania, i el Ministeri d'Educació, mitjançant el qual la Cinemateca Brasileira era gestionada per Acerp.

## Cronologia
- 1923 - Creació de Rádio Sociedade do Rio de Janeiro per Edgard Roquette-Pinto.
- 1936 - Passa a anomenar-se Rádio MEC.
- 1967 - Creació de Fundação Centro Brasileiro de TV Educativa (FCBTVE/MEC).
- 1975 - Inici del Canal 2, TVE RJ.
- 1983 - Creació de Rádio MEC FM.
- 1984 - Rep un dels Premis Ondas 1984.[3]
- 1987 - TVE transmet via satèlit per Brasilsat.
- 1990 - FCBTVE passa a ser la Fundação Roquette Pinto (FRP).
- 1995 - Creació de TV Escola.
- 1998 - Extinció de FRP i creació d'Acerp, qualificada com a Organização Social.
- 2007 - Inici de la prestació de serveis per EBC i extinció de TVE Brasil (esdevé TV Brasil). Rádio MEC roman com a part d'EBC.
- 2013 - Fi de la prestació de serveis per EBC.
- 2013 - Creació de TV INES.
- 2014 - Signatura d'une nou contracte de gestió amb el govern federal.
- 2018 - Acerp passa a administrar la Cinemateca Brasileira.